# 삼성 갤럭시 Y
삼성 갤럭시 Y(Samsung Galaxy Y)는 삼성전자가 2011년 10월에 출시한 보급형 안드로이드 스마트폰이다.
갤럭시 시리즈의 보급형 제품으로서, S/R/W/M/Y 라인 중 Y(Young)라인에 속하며, 최초로 ip 32등급의 방수방진을 지원하고 가격은 120달러로 매우 저렴하다.

## 안드로이드2.3 진저브레드업그레이드
갤럭시 Y는 2.3.5 진저브레드를 탑재하여 출시했다.

## 변종

### GT-S5363
=표준모델과 동일하며, 홈 버튼 디자인이 변경되었다=

### SCH-i509
CDMA 2000을 지원하는 싱글심 모델이다.

### 브라질

#### 갤럭시 Y TV (GT-S5367)
원세그를 지원한다.

### 중국

#### GT-S5368
차이나 모바일을 통해 출시된 제품으로, CMMB가 탑재되었다.

#### 갤럭시 Y 팝 (GT-S6108)
차이나 모바일을 통해 출시된 제품이다.

## 같이 보기
- 삼성 갤럭시 S II
- 삼성 갤럭시 R
- 삼성 갤럭시 W
- 삼성 갤럭시 M 프로
- 삼성 갤럭시 Y 프로